# リンクファーム
リンクファーム（英: Link farm）とは、ハイパーリンクによってページを相互にかつ大量にリンク（相互リンク）しているウェブサイト群を指す。人が手で構築することもあるが、通常はプログラムによって自動的に生成される。リンクファームは検索エンジンスパムの一種である。意味のあるリンクの仕方をしているサイトは、リンクファームとは呼ばれない。

## 歴史
リンクファームは、インクトミの検索エンジンが他から多くリンクされていることをページの順位付けの判断に使用していたことから、1999年ごろに検索サイトで上位に表示される手段として登場した。他の検索エンジンでもリンクの多さは検索順位に影響していたが、インクトミの検索エンジンは当時、インデックスを2種類に分けていた。検索結果は上位約1億ページに限定して表示され、リンクの少ないページはそのインデックスから脱落していったのである（毎月、インデックスが付け直される）。
インクトミの検索エンジンは、HotBot などいくつかの独立系検索サイトで使われていたため、リンクファームによる順位操作の標的となった。Yahoo! もディレクトリ型検索機能の補助としてインクトミの検索エンジンを使っていた。リンクファームは、より安定したサイトからほとんどリンクされていないオンラインビジネスなどのウェブサイトがインクトミインデックスで安定して上位にランク付けされることを目的として使われた。
リンクファームは当初は決定的な作成方法がなかったが、すぐに大量のページを登録してリンクを張るサービスを行う企業が登場した。
その後 Google が人気となってきたが、これはページランクと呼ばれるリンクの重み付けを行っていた。つまり、全てのリンクを平等に扱うのではなく、リンクによって重み付けを変化させる。リンクファーム作成側もこれに対応し、リンクファーム内のページのページランクを上げようとした。
しかし例えば、グループで相互にリンクを大量に張ってリンクファームを形成している場合、あるウェブマスターが協定を破って自身のサイトから他のサイトへのリンクを見えなくするなどの状況も発生した。このためリンクファーム運営者は、参加者が協定違反していないかを監視する必要が生じた。
代替手法として、潜在的な相互リンクパートナーを識別するソフトウェアを使い、相互リンクを申し出る電子メールをそれらサイトに送り、ディレクトリ的なリンクページを作成する手法が登場した。
検索エンジン側もリンクファーム対策として、リンクファームと認識されたページをインデックス付けから除外するなどの手段を講じた。場合によってはあるドメイン全体が検索から除外されたこともある。

## 評価
検索エンジンがインデックス付けをするサイト数が増大するに従って、リンクファームの有用性は減っていった。5億ページのインデックス付けがなされるようになると、リンクファームはほとんど不要となった。インクトミの技術は現在では Yahoo! のものとなり、何十億ページものWebページが検索対象となっている。
Google、Yahoo!、bing(MSN)、Ask などで、検索結果の上位に位置づけられる手段としては、リンクファームはいまだに利用価値があると考えるサイトも多い。
今では、リンクファームという言葉は一種の軽蔑的響きを帯びている。相互リンク管理サービスの多くは、リソース管理と直接的ネットワーク関係構築にこそ価値があると主張している。相互リンク管理サービス業者は、検索エンジンの代替として彼らの事業がウェブサイトに訪問者を増やす手段になるとしている。こういった主張はほとんどまともに受け取られていないが、世界的に見てその市場はある程度確立されてきている。

## ガイドライン
Google などの検索エンジンは、ウェブマスターに対してそのサイトに対する「適切な」リンクを推奨し、リンクファームへの参加をしないよう呼びかけている。Google によれば、リンクファームに参加しているサイトのページランクはペナルティ的に下げられる。